# Ягнятник

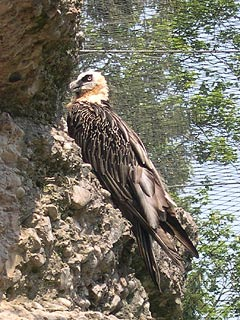

Ягнятник, ягнятник бородатий або бородач (Gypaetus barbatus) — вид птахів родини яструбових (Accipitridae), єдиний вид свого роду Gypaetus. Занесений до Червоної книги країн, у яких гніздиться. В Україні є рідкісним залітним (останні зальоти, завдяки GPS-мітці, відмічені у 2016 році: 22 червня відмічений у селі Костева Пастіль Закарпатської області, 27 червня ця ж особина відмічена в околицях села Озерськ Рівненської області).
Має розмах крил до 2,5 м і масу понад 7 кг. Найпоширеніший високо в горах на півдні Європи, в Східній і гірських районах Південної Африки та у передній і Центральній Азії.
Він може ловити порівняно велику здобич, тож нерідко полює на бабаків. Проте живиться бородач падлом. До туші дохлої тварини прибуває одним з останніх і чекає, коли м'ясо і нутрощі будуть з'їдені. Адже головна його їжа — кістки тварин.
У кладці — два яйця, проте виживає зазвичай одне пташеня.

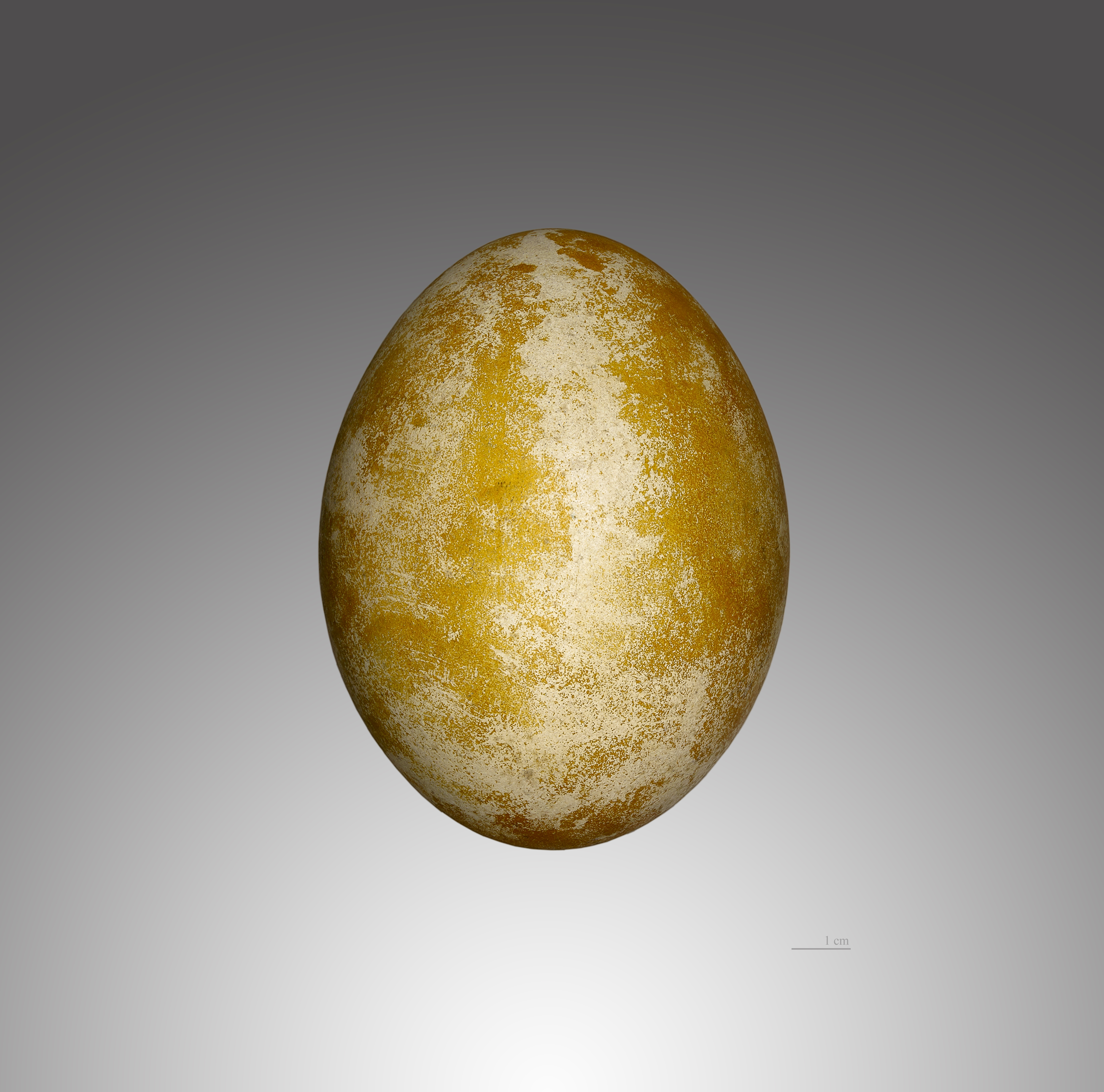
Gypaetus barbatus aureus
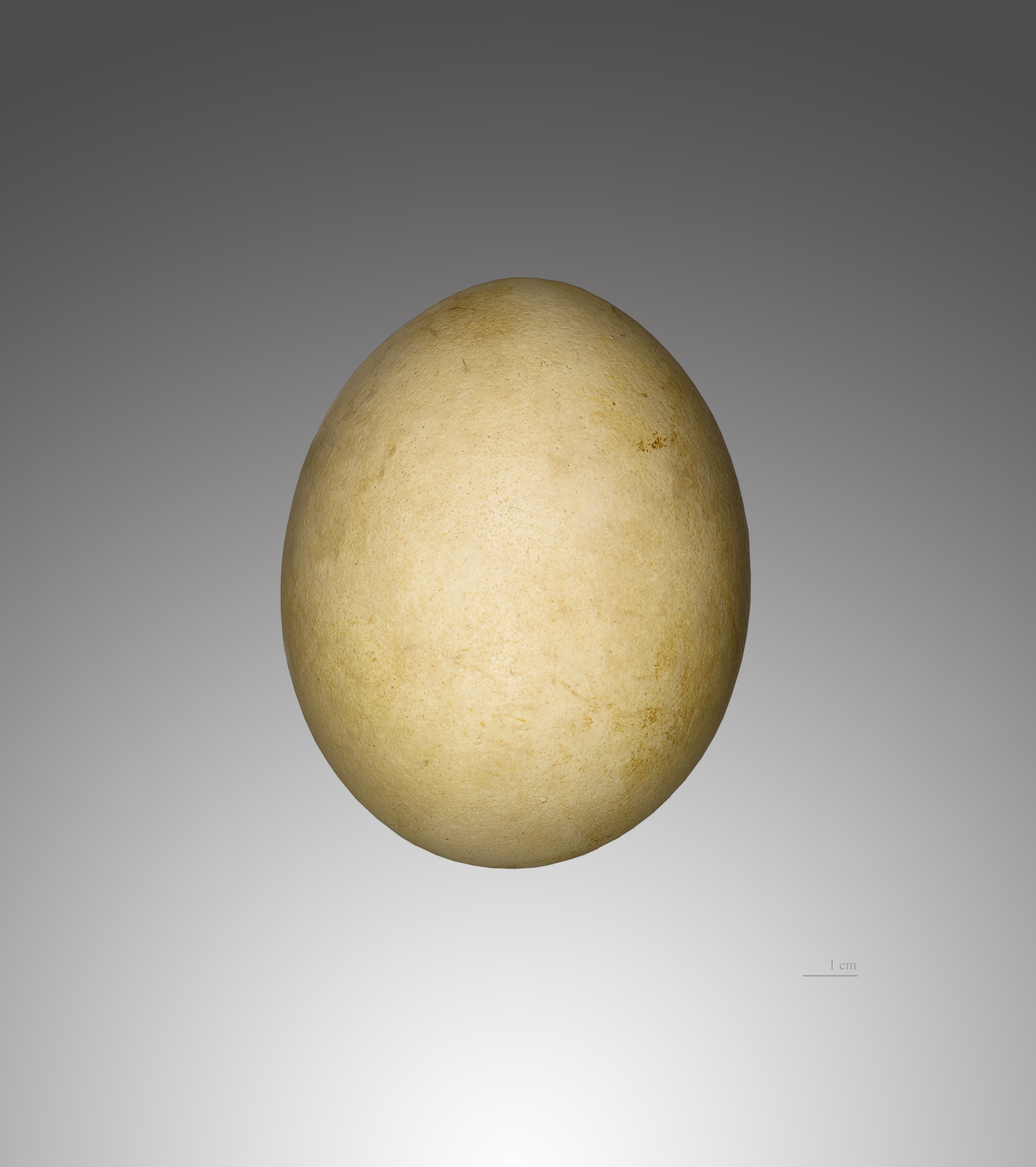
Gypaetus barbatus hemachalanus
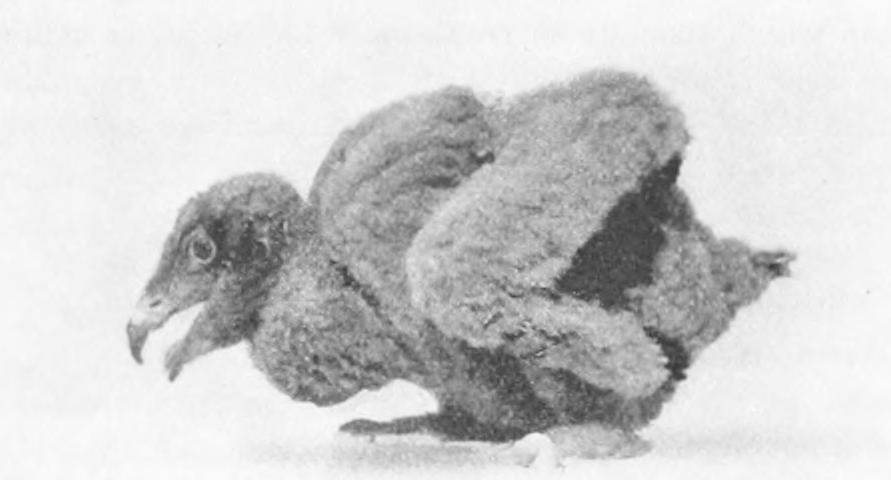
Покрите пухом пташеня